# Marsh Gibbon
Marsh Gibbon est une paroisse civile et un village du Buckinghamshire, en Angleterre.